# علم السودان

العلم الرئاسي

علم السودان هو العلم الرسمي لجمهورية السودان الحالي أُعتمد في 20 مايو 1970 ويحتوي على ثلاثة ألوان أفقية هي الأحمر فالأبيض والأسود مع مثلث أخضر على اليسار. وذلك بعد أن قررت حكومة الرئيس جعفر نميري اختيار علم جديد من خلال مسابقة عامة مفتوحة للجمهور شارك فيها فنانون تشكيليون ووزراء ومواطنون عاديون، وفاز التصميم الذي قدمه الفنان عبد الرحمن أحمد الجعلي، من ضمن 72 نموذجاً تأهلت للفرز الأخير من قبل لجنة شُكِلت خصيصاً لهذا الغرض، ونال التصميم الفائز مبلغ عشرة جنيهات سودانية كجائزة. ويتكون نموذج الجعلي من ثلاثة مستطيلات: أعلاها أحمر اللون، يليه مستطيل أبيض اللون وثالث لونه أسود. ويتساوى المستطيلان الأول والثالث في طولهما. وأما المستطيل الوسط الأبيض اللون، فهو أقصر بُعداً، لأن هناك مثلث أخضر يتلاقى ضلعاه الأعلى والأسفل في نقطة تتوسط نهاية الثلث الأول للمستطيل الأبيض. وأما الضلع الثالث للمثلث والذي يشكل قاعدة المثلث فهو ضلع قائم ويتوازى مع خط السارية.
مصمم علم السودان الحالي عبد الرحمن أحمد الجعلي، تخرج عام 1970م، في كلية الفنون الجميلة والتطبيقة التابعة لمعهد الخرطوم الفني، بالخرطوم، قسم الجرافيك، والحاصل على درجة الماجستير في تصميم المعارض، وعمل بوزارة الإعلام السودانية، وكان أول مدير لمعرض الخرطوم الدولي عام 1976م.
وقد رُفع هذا العلم لأول مرة في 20 مايو / أيار 1970م، إبّان احتفالات الذكرى السنوية الثانية لثورة مايو التي جاءت بجعفر محمد نميري إلى سدة الحكم.

## رمزية العلم
- الأحمر: يرمز إلى دماء المحاربين.

- الأبيض: يرمز إلى نهر النيل.

- الأسود: يرمز إلى الشعب الأفريقي.

- الأخضر: يرمز إلى الإسلام.

## مدلولات ألوان العلم

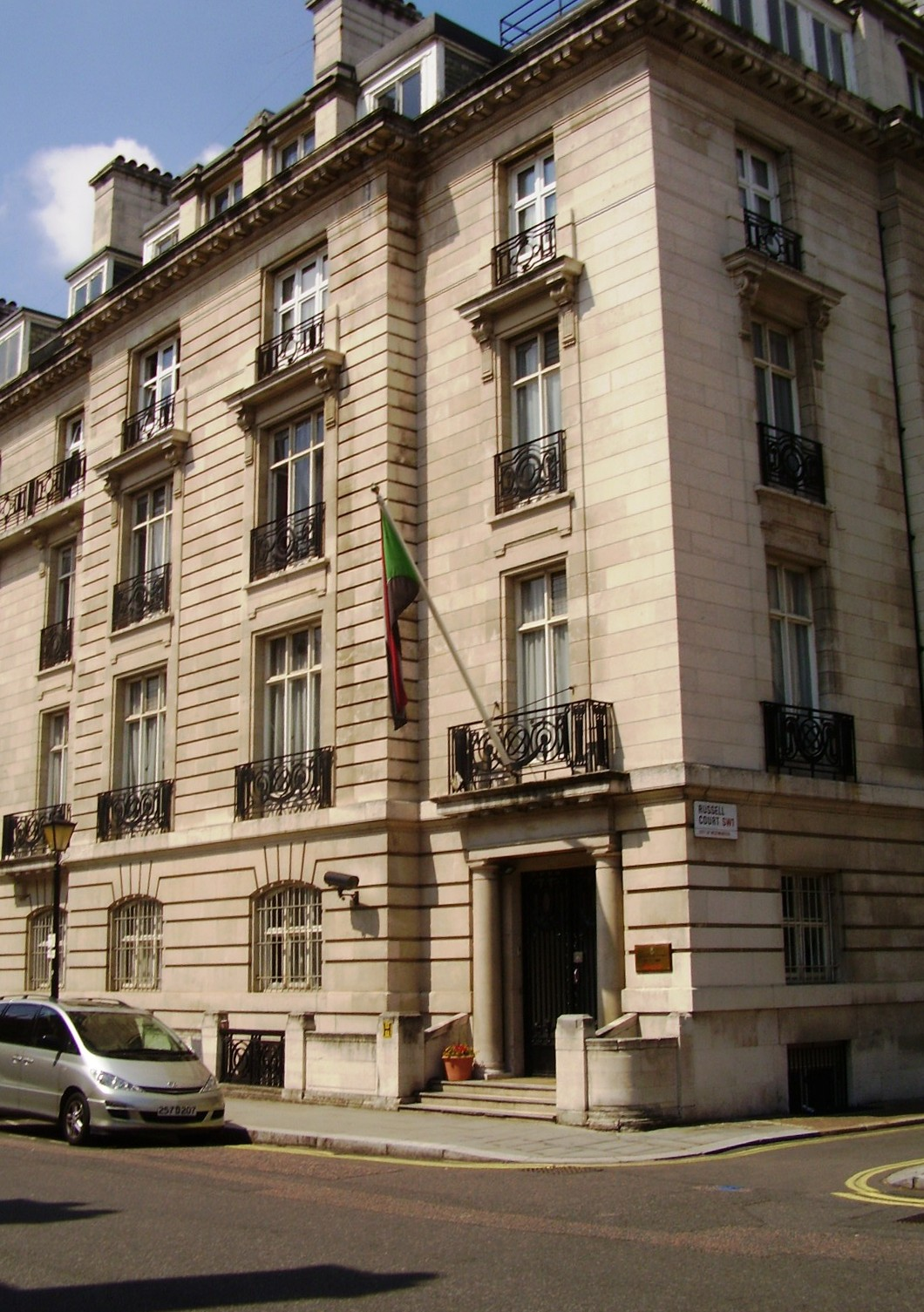
علم السودان على سارية سفارة السودان في لندن

تم تفسير الألوان الأربعة للعلم على النحو التالي: اللون الأحمر ويرمز لدماء شهداء الوطن ابتداء من واقعة أم درمان المعروفة في السودان بمعركة كرري التي أدت إلى انتهاء حكم المهدية الوطني في السودان واستشهد فيها حوالي 50 ألف مجاهد يضاف إليهم شهداء مقاومة الاستعمار وشهداء القوات المسلحة. وأما اللون الأبيض فهو رمز نقاء السريرة ونبل الطباع والسجايا الصافية والوفاء، وهو أيضاً لون السلام والوئام، واللون الأسود هو اللون الذي اشتق منه اسم بلاد السودان ويجسد الشجاعة والاعتزاز بالوطن والتراث ويرمز أيضاً للانتماء إلى القارة السمراء. ويجسد اللون الأخضر نماء البلاد وثرواتها الطبيعة التي تجعل منها سلة غذاء عالمية. وتشكل الألوان الأربعة ألوان اعلام الثورة المهدية التي يفتخر بها السودانيين باعتبارها أول دولة سودانية مستقلة بعد الاستعمار العثماني (التركي السابق كما يعرف في السودان). كذلك كان اللون الأبيض هو لون جمعية اللواء الأبيض السودانية وهي حركة وطنية وقفت ضد الاستعمار البريطاني وكانت تنادي بوحدة وادي النيل. أي وحدة مصر والسودان.
،
ولعل أول ملاحظة على علم السودان الحالي هو انه ورغم الدلالات الوطنية التي أعطيت لألوانه الأربعة فهو يتبع الاتجاه العام لرموز القومية العربية والتي تبنت علم الشريف حسين بن علي شريف مكة، بألوانه الأربعة: الأحمر والأسود والأخضر والأبيض كعلم لها بعد أن جمعت راية الدولة العباسية الأسود اللون والأموية البيضاء وراية الهاشميين الحمراء وعلم الدولة الفاطمية الأخضر اللون. وهي أيضاً ألوان رايات النبي محمد (ص) منفصلة وقد قال الشاعر العربي صفي الدين الحلي في قصيدته «سلي الرماح العوالي»:
وبذلك يشبه علم السودان أعلام كل من مصر والعراق واليمن وسورية والأردن وفلسطين ودولة الإمارات العربية المتحدة وليبيا (علم الاستقلال)، إلا أن هذه الألوان موجودة أيضاً في أعلام دول أفريقية مثل مالاوي وكينيا ودولة جنوب السودان (العلمان الأخيران متشابهان تقريباً)، أو إعلام دول آسيوية مثل أفغانستان.

## قانون العلم
- صورة تمثل ابعاد العلم

صدر في عام 1993 م قانون العلم الوطني والذي حل محل قانون 1976 ويتضمن الأول مواصفات العلم ومقاساته والأغراض التي يستعمل لها، وأماكن رفعه، والأوقات التي يرفع فيها، وطريقة الرفع ووضعه في المواكب أو المسيرات، والمناسبات التي يرفع فيها والعقوبات التي تفرض على إتلافه والمحكمة المختصة بالنظر في المخالفات المتصلة به، وغيرها من الأمور الأخرى.
وحسب القانون فإن العلم مستطيل الشكل بحيث يكون عرضه نصف طوله ويتكون من ثلاث مستطيلات أفقية متساوية، وينتهى من الجهة المحاذية للسارية بمثلث أخضر اللون متساوي الضلعين ويشكل عرض العلم طول قاعدته ويبلغ ارتفاعه العمودي ثلث طول العلم، وتكون ألوان المستطيلات مـن أعلى إلى أسفل، أحمر، أبيض وأسود على التوالي. وعند وضع العلم أفقياً على أي جسم ثابت يكون المثلث الأخضر على الجهة اليسرى للمشاهد، عند وضعه رأسياً يكون المثلث الأخضر في الأعلى ليصبح اللون الأحمر على يمين المشاهد. ويضاف شعار الجمهورية باللون الذهبي، بالنسبة للعلم الرئاسي.
أما فيما يتعلق بمقاسات العلم، فقد نص القانون على المقاسات التالية:
- 14 قدم × 4.5 قدم، ويستعمل أثناء الاحتفالات التي تُقام بالقصر الجمهوري،
- 9 قدم × 4.5 قدم، ويرفع على السارية العليا بالقصر الجمهوري،
- 6 قدم × 3 قدم، ويرفع في دواوين الدولة والسفارات والمفوضيات والقنصليات السودانية بالخارج،
- 3 قدم × 1.5 قدم، ويرفع على البواخر السودانية كما يرفع على مقدمة البواخر الأجنبية عند دخولها المياه الإقليمية السودانية،
- 12 بوصة × 6 بوصة، ويرفع على عربة كل من رئيس الجمهورية وولاة الولايات وممثلو جمهوية السودان بالخارج،
- 24 بوصة × 12 بوصة، ويرفع على الطائرات السودانية،
- 20 بوصة × 10 بوصة، ويرفع على المنصة عند تفتيش طابور الشرف،

ووفقاً للقانون يُرفع العلم أثناء النهار من شروق الشمس إلى غروبها، ويجوز أن يرفع في المساء في الأعياد الرسمية والمناسبات القومية الخاصة، ولا يجوز أن يرفع أي علم آخر في سارية واحدة معه أو إلى مستوى أعلى منه. كما لا يجوز أن يرفع أي علم آخر من الناحية اليمنى له. وأن يقف كل من يكون حاضراً عند رفعه أو إنزاله، وهو متجه نحوه حتى تتم عملية الرفع أو الإنزال، في حين يجب على كل من يرتدى زياً رسمياً في تلك الأثناء أن يؤدي له التحية العسكرية عند الرفع أو الإنزال.
ويحظر القانون إتلاف العلم أو إهانته في أي مكان عام بقصد إثارة الكراهية ضد سلطة الدولة، وفي حالة حدوث ذلك تصل العقوبة إلى السجن مدة لا تزيد عن سنة أو بالغرامة أو بالعقوبتين معاً. ويختص قاضي المحكمة الجنائية الأولى بالنظر في مثل هذه المخالفات.

## أعلام تاريخية

### الثورة المهدية
في 1881، ومع بداية الثورة المهدية، قام زعيمها محمد أحمد المهدي بتعيين عبد الله التعايشي كأحد خلفائه الأربعة وسلّمه علماً أسود. حيث قام عبد الله التعايشي بتجنيد عرب البقارة وقبائل أخرى من الغرب تحت العلم الأسود الذي كان يطلق عليه اسم الراية الزرقاء (اللون الأزرق في اللهجة السودانية يعني أيضاً لون أسود) وأما الخلفاء الآخرون فاستعملوا ألوانًا أخرى هي اللون الأخضر أو الراية الخضراء للخليفة علي ود حلو وضمت قبائل منطقة النيل الأبيض، والراية الحمراء للخليفة للخليفة شريف وانضوى تحتها أقارب المهدي وكافة أبناء النيل. وهناك علم رابع لونه أبيض فقد تم تخصيصه للسنوسي في ليبيا. ويلاحظ أن هذه الرايات الأربع بألوانها المختلفة أشبه برايات النبي محمد. وعلى أيّة حال فإن اللون الأسود في أسفل العلم السوداني الحالي يشير إلى راية المهدية السوداء والتي كانت أهم الرايات الأربع.

### مصر والسودان
ما بين 1899 و1956 م، كانت المملكة المتحدة ومصر لهما سيادة استعمارية مشتركة على السودان، ولم يكن للسودان حينها علماً خاصاً. وكانت الإدارة الاستعمارية فيه تستعمل علم المملكة المتحدة وعلم مصر سويةً مع وجود أولوية للعلم البريطاني.، ولذلك نجد الزعيم إسماعيل الأزهري أول رئيس وزراء للسودان، رفض أن يرفع علما الحكم الثنائي عندما شارك السودان - الذي كان يتمتع بحكم ذاتي في عام 1955 م وقبيل الاستقلال بعام - في مؤتمر باندونغ بأندونيسيا، فتم الاتفاق على رفع علم أبيض اللون كتب عليه باللغة الإنجليزية «السودان».

### علم 1956-1970
بعد أن صَوّت البرلمان السوداني على خيار استقلال، تبنّى السودان في 1 يناير / كانون الثاني، 1956 م وبصورة ديمقراطية من خلال برلمانه، علمًا يحتوي على الألوان: الأزرق، والأصفر، والأخضر تمتد بشكل أفقي على طول العلم. بقي هذا العلم مستعملا حتى عام 1970. تمثل ألوان العلم التالية ما يلي: الأزرق: يعبر عن نهر النيل، الأصفر: تعبر عن الصحراء، الأخضر: يعبر عن وفرة الأراضي الزراعية الخصبة والغابات. تم اختيار ألوان العلم بشكل محايد. كما كانت ألوان هذا العلم الذي صممته الرسامة السودانية السريرة مكي الصوفي، بسيطة في مدلولاتها فمدلولات العلم كانت حول ثلاثية النيل والصحراء و السهول الخضراء، فلم يثر حولها أي خلاف بين التيارات السياسية آنذاك.
جرت مناقشات بعد انتفاضة أبريل لإعادة العمل بهذا العمل إلا أنه تعثرت بسبب اتخاذ دولة الغابون لعلم مشابه إلا أن انقلاب الجبهة الإسلامية على الحكم الديمقراطي عطّل تلك المناقشات.

## أعلام سابقة

علم الثورة المهدية (1886 - 1899) ويُستخدم الآن كعلم لحزب الأمة القومي
العلم المُستخدم في السودان أثناء السيادة الاستعمارية المشتركة لمصر وإنجلترا على السودان
علم السودان السابق (1956 - 1970) ويُستخدم الآن كعلم للحزب الاتحادي الديمقراطي الأصل
علم حاكم عام السودان إبان فنرة الحكم الثنائي
علم جمعية اللواء الأبيض
كردفان

## وصلات خارجية
- في موقع فلاغ أوف ذا وورلد